# Résolution 987 du Conseil de sécurité des Nations unies
Membres permanents
- Chine
- États-Unis
- France
- Royaume-Uni
- Russie

Membres non permanents
- Allemagne
- Argentine
- Botswana
- Honduras
- Indonésie
- Italie
- Nigéria
- Oman
- République tchèque
- Rwanda

Résolution no 986 Résolution no 988
La résolution 987 du Conseil de sécurité des Nations unies, adoptée à l'unanimité le 19 avril 1995, après avoir réaffirmé toutes les résolutions sur le conflit dans l'ex-Yougoslavie, en particulier la résolution 982 (1994), a appelé à des mesures pour assurer la sûreté, la sécurité et la liberté de mouvement de la Force de protection des Nations unies (FORPRONU) en Bosnie-Herzégovine à la suite d'attaques contre cette Force. 
Le Conseil de sécurité était préoccupé par la poursuite des combats en Bosnie-Herzégovine et par les violations des résolutions 781 (1992) et 816 (1993) malgré les accords de cessez-le-feu et l'inacceptabilité de résoudre le conflit par des moyens militaires. Il a également noté les récentes attaques contre le personnel de la FORPRONU, qui ont fait des morts au sein du contingent français, et la nécessité de respecter le statut du personnel des Nations unies.
Agissant en vertu du chapitre VII de la Charte des Nations unies, le Conseil a souligné la responsabilité des parties concernées de garantir la sûreté, la sécurité et la liberté de mouvement de la FORPRONU, appelant à la cessation de toutes les attaques et intimidations contre la Force. Le secrétaire général Boutros Boutros-Ghali a été prié de proposer des mesures qui pourraient être prises pour empêcher les attaques contre la FORPRONU et lui permettre de remplir son mandat.
Les parties en Bosnie-Herzégovine ont été invitées à convenir d'une prolongation du cessez-le-feu et de la cessation des hostilités et à reprendre les négociations en vue d'un règlement politique global.

## Voir également
- Guerre de Bosnie-Herzégovine
- Dislocation de la Yougoslavie
- Guerre de Croatie
- Guerres de Yougoslavie